# サレルテーヌ
サレルテーヌ （Sallertaine）は、フランス、ペイ・ド・ラ・ロワール地域圏、ヴァンデ県のコミューン。

## 地理
石灰岩でできた小島の上に建設されたサレルテーヌは、非常に古い基盤を持つ町である。サレルテーヌという名が、かつてこの地が塩田に囲まれていた記憶をとどめているからである。町は、塩田や人の手で耕された広大な広がり、複数の運河が交差するさまを見下ろしている。

## 人口統計
| 1962年 | 1968年 | 1975年 | 1982年 | 1990年 | 1999年 | 2008年 | 2013年 |
| ------ | ------ | ------ | ------ | ------ | ------ | ------ | ------ |
| 1844   | 1784   | 2080   | 2325   | 2245   | 2235   | 2740   | 2864   |

参照元:1962年から1999年までは複数コミューンに住所登録をする者の重複分を除いたもの。それ以降は当該コミューンの人口統計によるもの。1999年までEHESS/Cassini、2004年以降INSEE。

## 史跡
- サン・マルタン教会 - 12世紀。ヴァンデ北西部の建築遺産の宝石。アンジュー・ロマネスク様式。
- 風車 - レーレの風車は1560年代以降中断なく動き続けている製粉所である。製粉所は伝統的なメカニズムを有し、トウモロコシ粉、オオムギ粉、オートムギ粉、コムギ粉を製造している。

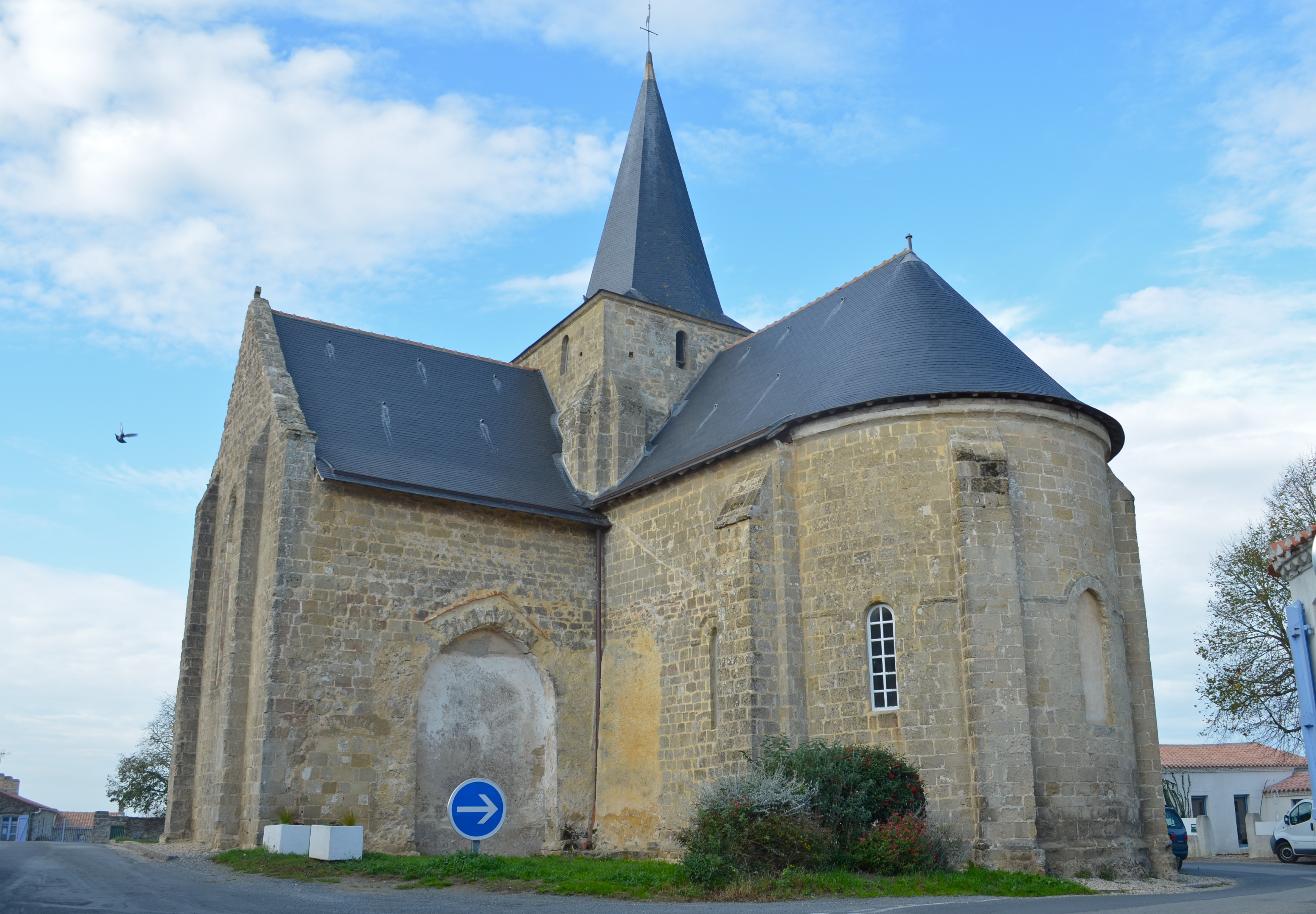
サン・マルタン教会
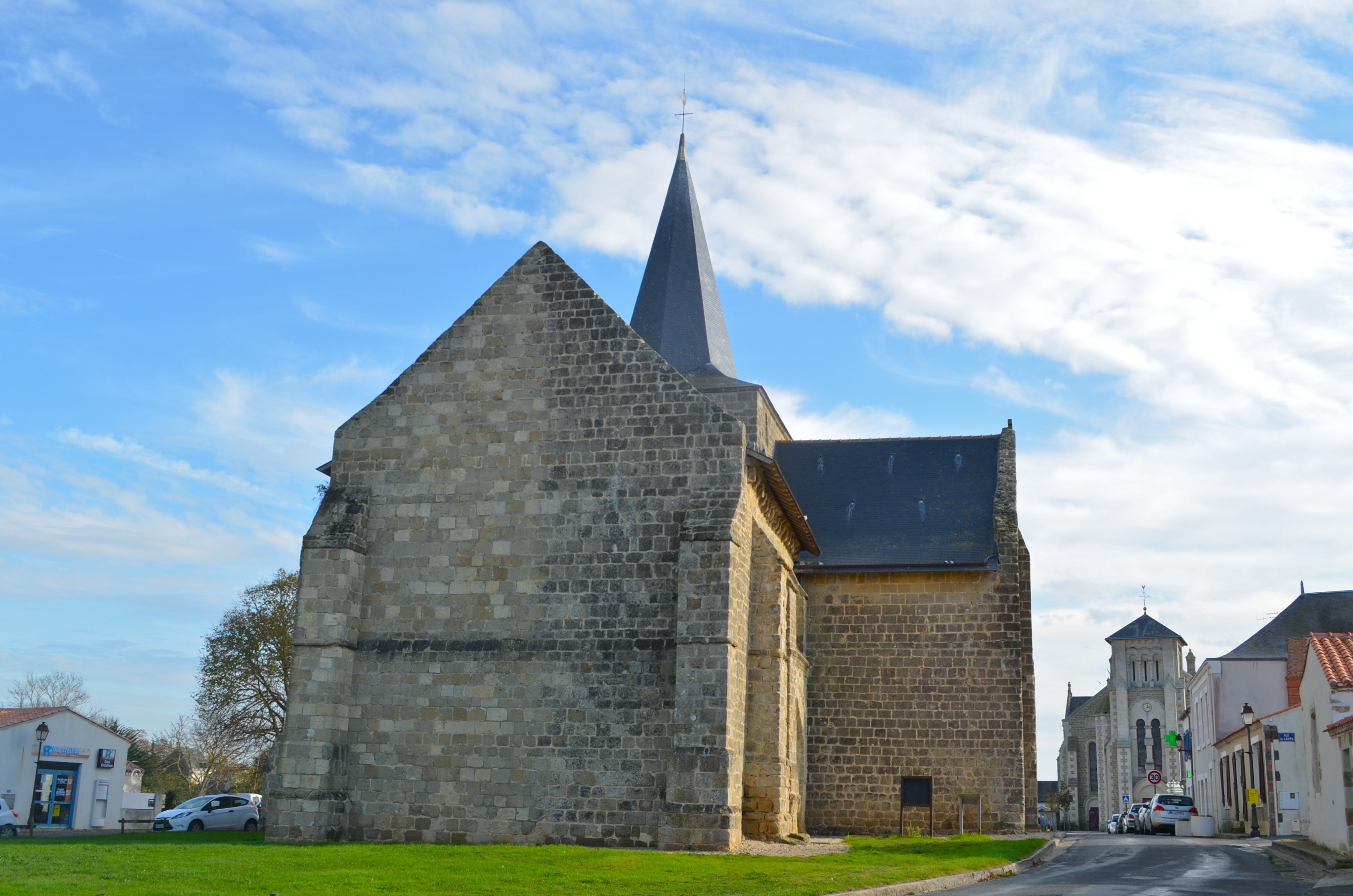
サン・マルタン教会
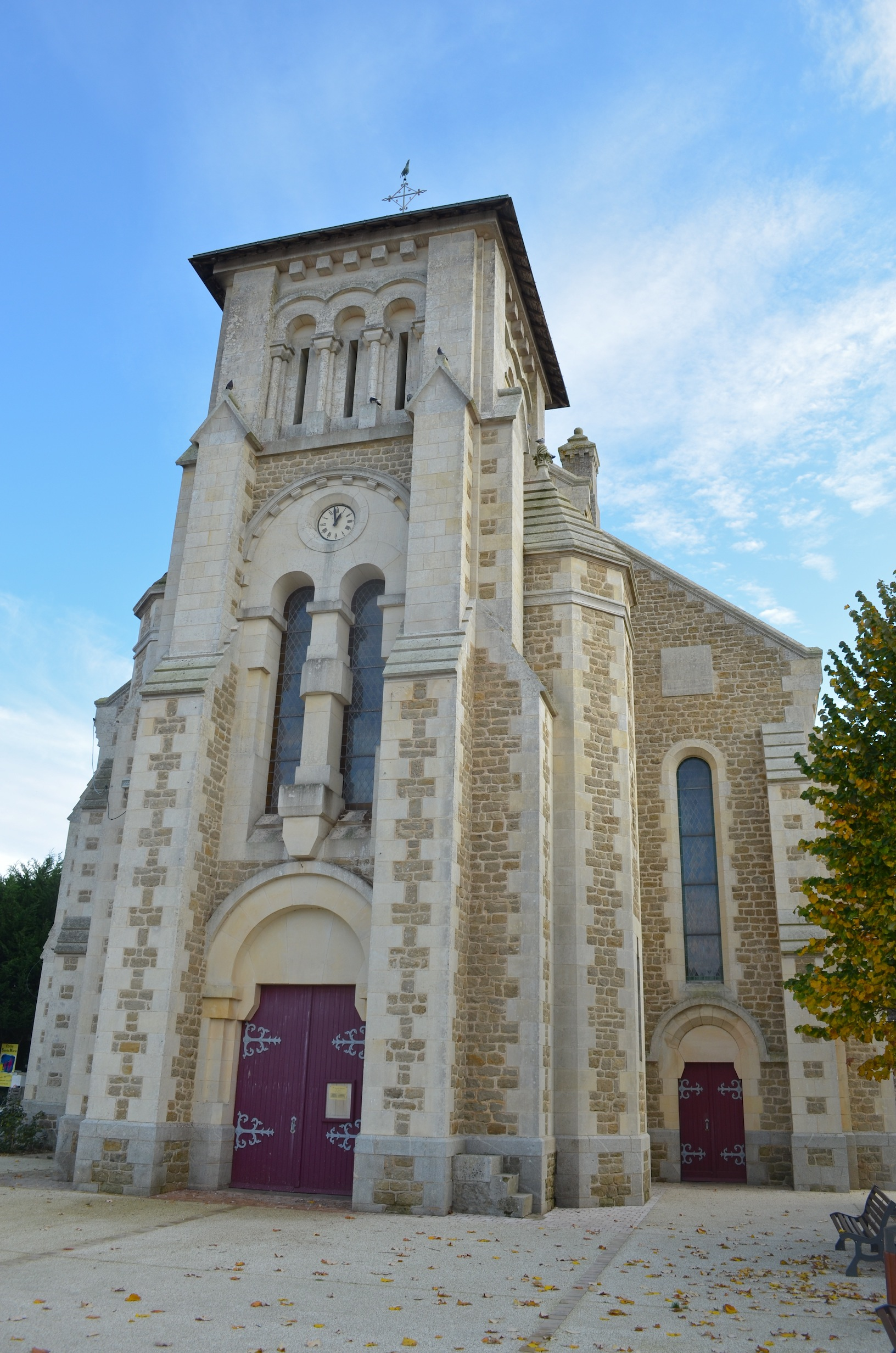
1910年に建てられた第二のサン・マルタン教会
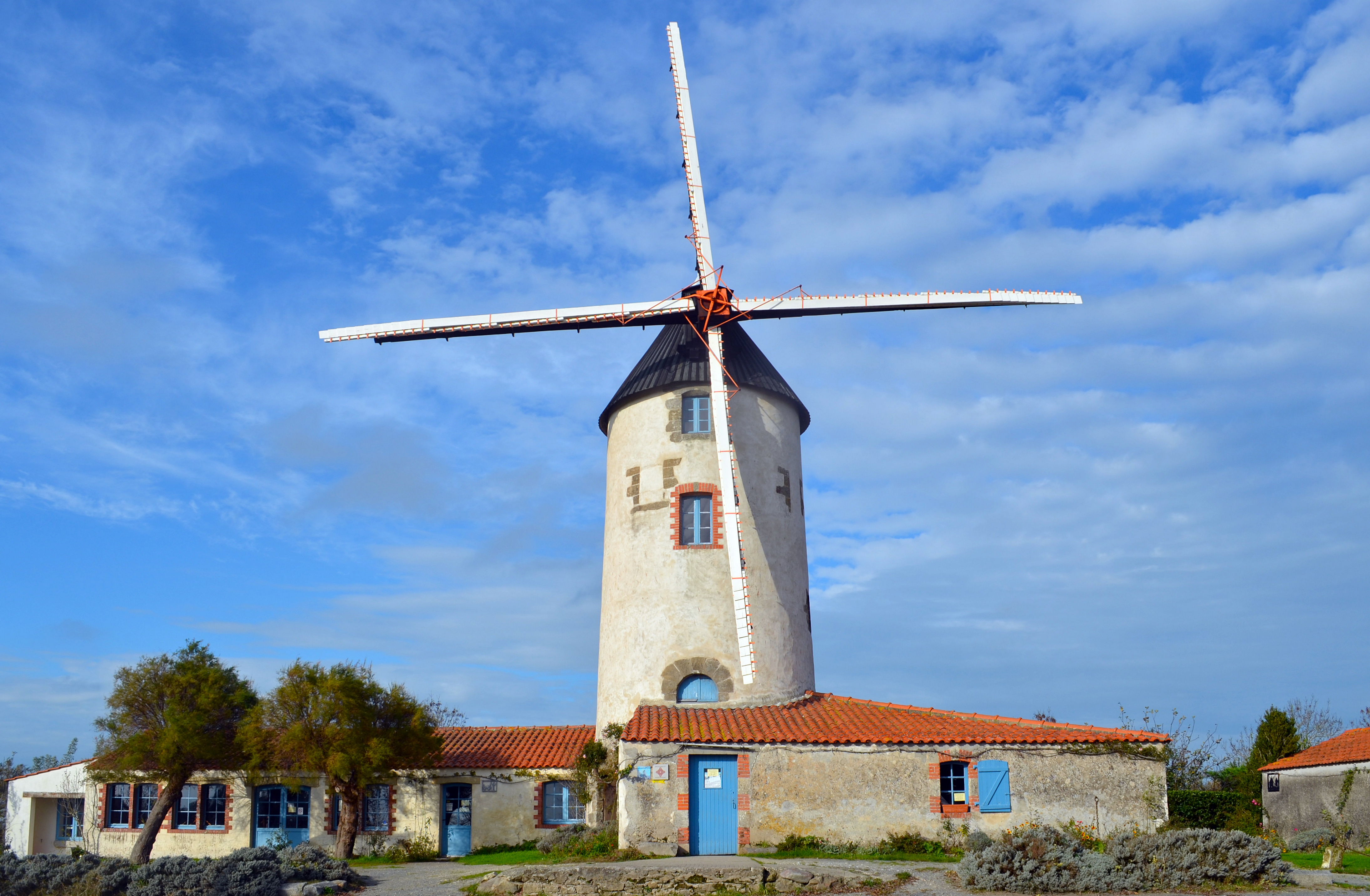
レーレの風車
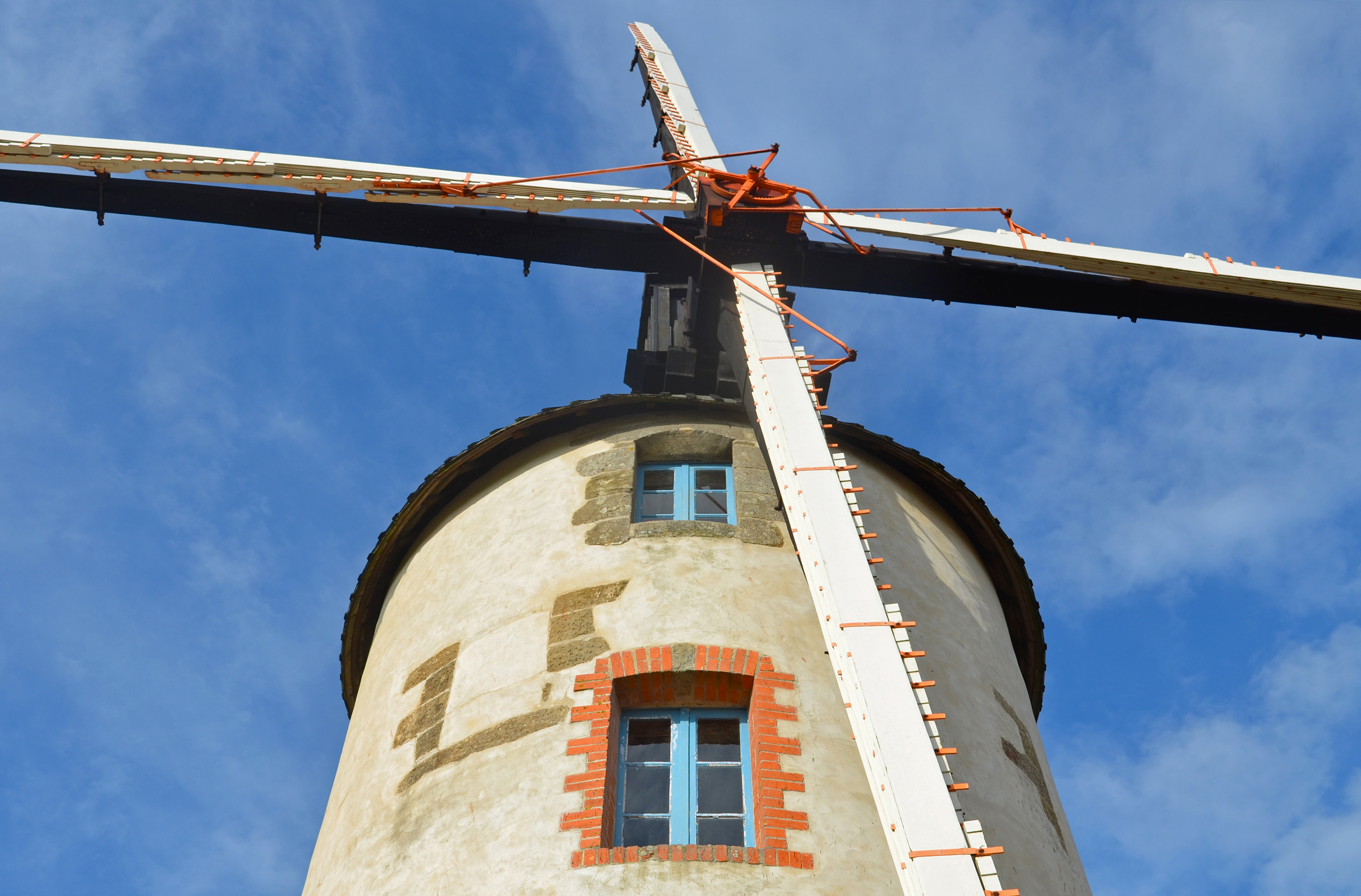
レーレの風車

### ノート
1. ↑  Réélu en 2001, 2008 et 2014.